# 蓬布斯
蓬布斯（葡萄牙語：Pombos），是巴西的城鎮，位於該國東北部，由伯南布哥州負責管轄，始建於1908年6月15日，面積207.7平方公里，海拔高度208米，2014年人口26,779，人口密度每平方公里128.96人。
8°08′27″S 35°23′45″W / 8.14083°S 35.39583°W